# Guignolet

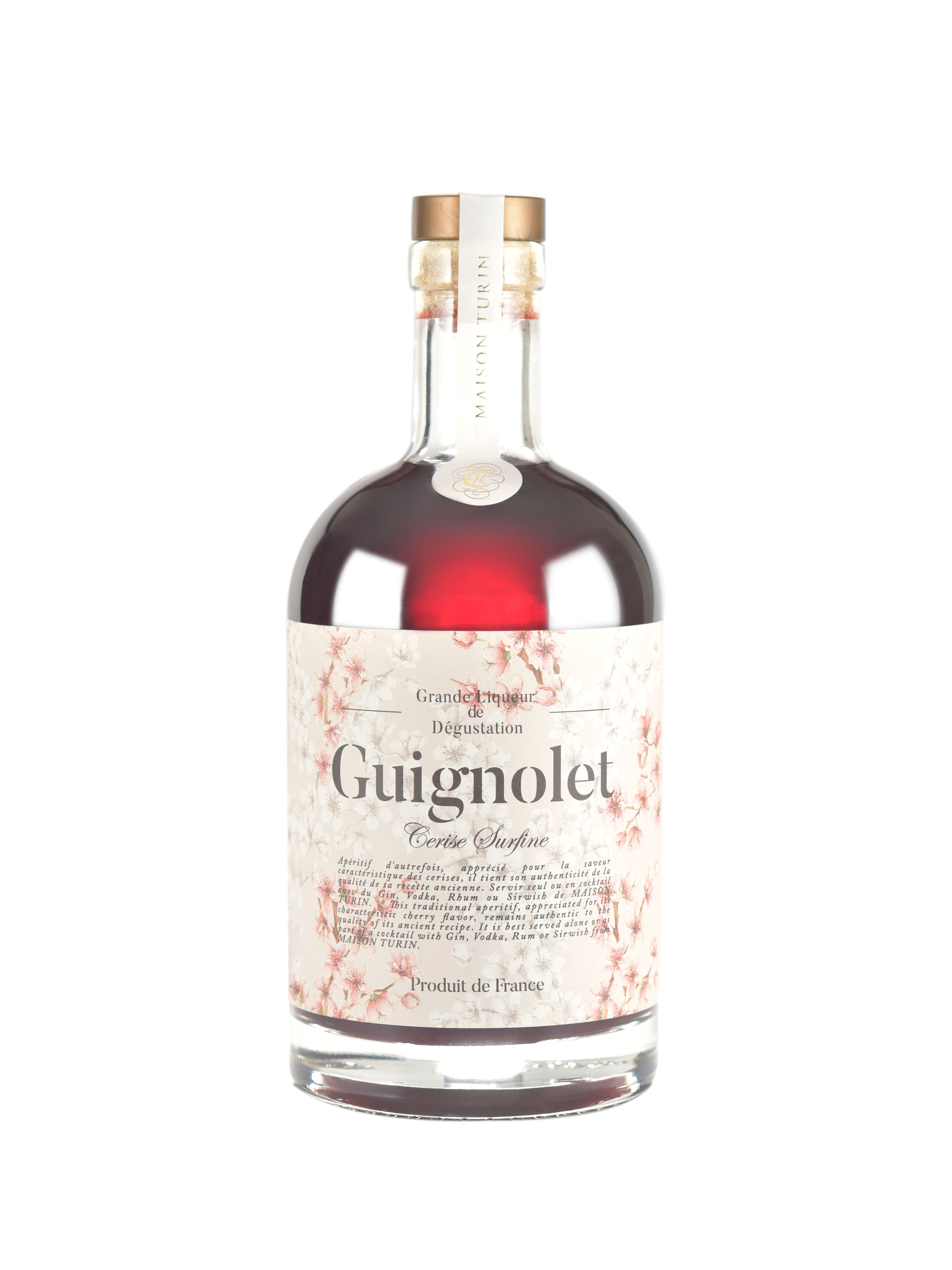
Une bouteille de Guignolet

Guignolet est l'appellation populaire d'une liqueur à base de guignes et qui serait originaire d'Anjou. Elle est aussi produite, par la suite, dans l'est de la France[source insuffisante].
Cette appellation prend racine dans  la « guigne », l'une des espèces de cerises utilisée dans sa préparation. La griotte et la marasque (en) peuvent aussi entrer dans  la recette de fabrication qui dépend de chaque fabricant. La macération des cerises donne un jus alcoolique qui sera sucré afin de neutraliser l'acidité naturelle des fruits.

## Production
La macération se fait, avec des fruits non dénoyautés, dans de l'alcool neutre à 96 degrés pendant environ cinquante jours avant de tirer une infusion titrant 28°. Ce jus est ensuite filtré et reçoit l'adjonction de sirop de sucre pour arriver à un taux final de 15° pour le guignolet angevin (75 cl) et de 18° pour le guignolet du commerce de marque « Tradition » de l'entreprise Giffard. Une fois pasteurisé, le guignolet est embouteillé.
Le guignolet se sert sans glaçon en apéritif, ou, selon les goûts, avec du kirsch, du gin ou encore de la vodka. Il peut aussi servir d'ingrédient dans des cocktails.

## Historique
Le Guignolet  est créé par les religieuses de l’abbaye des bénédictines de la Fidélité de Notre-Dame-du-Bon-Conseil à Angers, en 1632[source insuffisante]. Madelaine Gautron à l'idée de mettre des cerises de la variété Guigne, à macérer dans de l'eau-de-vie et de sucrer le mélange. Puis la recette se répand après la dissolution des ordres religieux en 1791.
La distillerie Cherry Rocher lance son guignolet, en 1705, par Barthélémy Rocher. Le produit s'appelle au début Cherry brandy, puis devient vite pour se distinguer de la concurrence le cherry Rocher. C'est beaucoup plus tard que le produit prendra la dénomination de Guignolet. Cette entreprise tri centenaire le fabrique toujours aujourd'hui et reste le leader incontesté du marché[réf. nécessaire][source insuffisante].
En 1834, Jean-Baptiste Combier fonde une distillerie, une première à Saumur, qui est alors le berceau du guignolet. À partir de 1849, le confiseur Adolphe Cointreau vend des liqueurs qu'il élabore lui-même dont le « guignolet d'Anjou » dont il abandonne la fabrication vers l'an 2000[source insuffisante].
Fondé en 1885, l'entreprise Giffard fabrique à Avrillé et commercialise du guignolet d'Angers avec de la cerise de Montmorency, une griotte[source insuffisante], par opposition au guignolet produit par les autres liquoristes[source insuffisante]. En 2000, sa fabrication se monte à 150 000 bouteilles par an.
Dès 1874, Gabriel Boudier lance sa marque Guignolet de Dijon, un guignolet médaillé dans le monde entier'[source insuffisante]. Quand l’absinthe est prohibée en France en 1915, la fabrication de guignolet se développe également en Franche-Comté (notamment aux Grandes distilleries Peureux), Alsace et Lorraine,.
La marque Kignez est un guignolet qui titre à 15°, fabriqué en Bretagne par la SARL Distillerie du Plessis. Il est issu de la macération de guignes et de griottes noires [source insuffisante].